# Ngựa Wielkopolski
Ngựa Wielkopolski là một giống ngựa có nguồn gốc ở Trung và Tây Ba Lan vào năm 1964, và đôi khi được gọi với cái tên khác là Ngựa Mazursko-Poznanski. Tên của nó bắt nguồn từ Wielkopolska ("Ba Lan vĩ đại"), một khu vực ở phía tây trung tâm Ba Lan, thủ phủ của Poznań.
Ngựa giống này có thể có màu đất và có kích thước nằm trong khoảng 15,2 đến 16,2 hand (hay 62 và 66 inch, 157 và 168 cm).

## Lịch sử
Wielkopolski được phát triển bằng cách lai hai giống ngựa Ba Lan hiện đã tuyệt chủng là Ngựa Pozan và Ngựa Mazury, vì vậy nó còn được gọi với cái tên là Ngựa Mazursko-Poznanski. Ngựa Pozan (Poznan) được phát triển ở Ba Lan. Loài này cực kỳ hiếm, và được nhân giống tại các trại giống ngựa ở Posadowo, Racot và Gogolewo. Pozan là sự pha trộn của các dòng máu ngựa khác nhau như Ngựa Ả Rập, Ngựa Thoroughbred, Ngựa Trakehner và Ngựa Hanoverian. Giống này là một giống ngựa trang trại hạng trung, rất linh hoạt, được sử dụng để cưỡi và làm nông nghiệp. Mazury, còn được gọi là Ngựa Masuren là một giống được phát triển ở Ba Lan dưới dạng ngựa cưỡi. Nó chủ yếu xuất phát từ giống Trakehner và khi lai với Pozan đã tiếp tục phát triển tạo nên giống ngựa mới là giống Wielkopolski. Mazury được nhân giống tại trại nuôi ngựa tại Liski ở khu vực Masuria. Một con tem bưu chính Ba Lan năm 1963 minh họa một Mazury.
Hai giống này đã tạo thành một nền tảng cơ bản, sau đó các dòng máu ngựa Thoroughbred, Ả Rập và Anglo-Ả Rập được thêm vào.